# Шебетов
Шебетов (чеш. Šebetov) је насељено мјесто са административним статусом сеоске општине (чеш. obec) у округу Бланско, у Јужноморавском крају, Чешка Република.

## Становништво
Према подацима о броју становника из 2014. године насеље је имало 869 становника.